# Юденбах
Юденбах (нем. Judenbach) — община в Германии, в земле Тюрингия. 
Входит в состав района Зоннеберг.  Население составляет 2532 человека (на 31 декабря 2010 года). Занимает площадь 43,18 км².
Впервые община упоминается в 1317 году, но по некоторым данным она значительно старше. 
Община подразделяется на 5 сельских округов.